# Dendropsophus reichlei
Dendropsophus reichlei é uma espécie de anfíbio anuro da família Hylidae. Está presente na Bolívia. A UICN classificou-a como deficiente de dados.